# گراویمتری
تجزیه گراویمتری مجموعه ای از روش‌های مورد استفاده در شیمی تجزیه است که برای تعیین کمی یک آنالیت (یون مورد تجزیه) با استفاده از جرم آن توصیف می‌شود. اصل این نوع تجزیه این است که پس از تعیین توده یونی به عنوان یک ترکیب منحصر به فرد، می‌توان از اندازه‌گیری شناخته شده برای تعیین جرم همان آنالیت در یک مخلوط استفاده کرد، تا زمانی که مقادیر نسبی سایر ترکیبات مشخص شود.
چهار نوع اصلی این روش تجزیه عبارتند از ته‌نشینی، فرارسازی، الکترو تجزیه و روش فیزیکی گوناگون است. روشها شامل تغییر فاز آنالیت برای جدا کردن به صورت خالص آن از مخلوط اصلی و اندازه‌گیری‌های کمی هستند.

## روش ته نشینی
روش ته نشینی روشی است که برای تعیین میزان کلسیم در آب استفاده می شود. با استفاده از این روش ، مقدار اضافی اسید اگزالیک ، H 2 C 2 O 4 ، به یک حجم مشخص آب اضافه می شود. با افزودن یک معرف ، در اینجا آمونیاک ، کلسیم به عنوان اگزالات کلسیم رسوب می کند. معرف مناسب ، هنگامی که به محلول آبی اضافه شود ، رسوباتی بسیاری نامحلول را از یونهای مثبت و منفی تولید می کند که در غیر این صورت با همتایان خود قابل حل خواهند بود (معادله 1).
واکنش این است:
تشکیل کلسیم اگزالات:
Ca 2+ (aq) + C 2 O 4 2- → CaC 2 O 4
رسوب جمع شده ، خشک و مشتعل شده به گرمای زیاد (قرمز) که آن را کاملاً به اکسید کلسیم تبدیل می کند.
واکنش اکسید کلسیم خالص که تشکیل شده است
CAC 2 O 4 → CaO به (بازدید کنندگان) + CO (g) و + CO 2 (g)
رسوب خالص سرد می شود ، سپس با وزن کردن آن اندازه گیری می شود و اختلاف وزن قبل و بعد از آن ، نشان دهنده جرم آنالیت از دست رفته ، در این حالت اکسید کلسیم است. سپس می توان از این عدد برای محاسبه مقدار یا درصد غلظت آن در ترکیب اصلی استفاده کرد.

## انواع روش های فرارسازی
در روش های تبخیر ، حذف آنالیت شامل جداسازی با گرم کردن یا تجزیه شیمیایی یک نمونه فرار در دمای مناسب است. به عبارت دیگر ، انرژی حرارتی یا شیمیایی برای رسوب دادن یک گونه فرار استفاده می شود. به عنوان مثال ، با تبخیر آب با استفاده از انرژی گرمایی می توان مقدار آب یک ترکیب را تعیین کرد. از گرما نیز در صورت وجود اکسیژن می توان برای جداسازی گونه های مشکوک و به دست آوردن نتایج دلخواه استفاده کرد.
دو روش رایج گراویمتری با استفاده از فرار ، آب و دی اکسید کربن است. نمونه ای از این روش جداسازی بی کربنات هیدروژن سدیم (ماده اصلی اکثر قرص های آنتی اسید) از مخلوطی از کربنات و بی کربنات است. مقدار کل این آنالیت ، به هر شکلی ، با افزودن مقدار زیادی اسید سولفوریک رقیق به آنالیت موجود در محلول بدست می آید.

## روش های فرارسازی
روشهای فرارسازی می توانند مستقیم یا غیرمستقیم باشند . آب به روش کمی از بسیاری از مواد معدنی با حرارت دیدن از بین می رود که نمونه ای از روش مستقیم است. این ماده روی یک ماده جامد جمع آوری می شود و جرم آن توسط افزایش جرم ماده خشک کن مشخص می شود.
نمونه‌ای دیگر از روش مستقیم شامل کربناتها است که عموماً برای انتشار دی اکسید کربن تجزیه می شوند هنگامی که از اسیدها استفاده می شوند. از آنجا که دی اکسید کربن هنگام اعمال گرما به راحتی گسترش می یابد ،جرم آن به‌طور مستقیم با افزایش جرم جامد جاذب مورد استفاده اندازه‌گیری می گردد.